# Walther Kulenkampff

Walther Kulenkampff

Walther Kulenkampff (* 21. Februar 1883 in Bremen; † 29. September 1929 in Magdeburg) war ein deutscher Unternehmer und Politiker.

## Leben und Wirken
Kulenkampff entstammte der evangelischen Familie Kulenkampff aus Bremen. In seiner Jugend besuchte er das Prinz-Heinrichs-Gymnasium in Berlin, später das städtische Gymnasium in Gartz, an dem er 1902 das Abitur ablegte. Danach arbeitete Kulenkampff sechs Monate lang als Maschinenschlosser auf der Werft AG Weser in Bremen. Es folgte Militärdienst beim Feldartillerieregiment Nr. 3 in Brandenburg. Nach seiner vorzeitigen, verletzungsbedingten Entlassung studierte er ab 1903 Chemie in Leipzig und Freiburg im Breisgau. Dort promovierte er 1906 mit einer Arbeit Zur Kenntnis Aromatischer Schwefelverbindungen. Im Anschluss an seine Promotion studierte Kulenkampff noch drei Semester Medizin, während er gleichzeitig als Assistent am Hygienischen Institut in Bremen angestellt war.
Von 1908 bis 1909 unternahm Kulenkampff mehrere Reisen ins Ausland, besonders nach Großbritannien, um sich durch praktische Anschauung der dortigen ökonomischen Verhältnisse wirtschaftlich zu schulen. 1910 ließ er sich als Kaufmann und Fabrikant in Magdeburg nieder. Ursprünglich war er Eigentümer der Firma Cordinwerk GmbH, die 1916 in die Kommanditgesellschaft Dr. Kulenkampff & Co. umgewandelt wurde. Das Unternehmen befasste sich mit Großhandel, Ein- und Ausfuhr sowie mit der Herstellung bestimmter chemischer Spezialpräparate.
Nach dem Ersten Weltkrieg ging Kulenkampff in die Politik. Er schloss sich der Deutschen Volkspartei (DVP) an und gehörte für diese von 1920 bis 1924 und von 1928 bis zu seinem Tod im September 1929 als Abgeordneter für den Wahlkreis 11 (Magdeburg) dem Reichstag in Berlin an. Für den Rest der Legislaturperiode bis 1930 wurde Kulenkampffs Mandat von Johannes Rammelt ausgeübt. Daneben war er Mitglied im Zentralvorstand der DVP, ihres Vorstandes im Wahlkreis Sachsen-Anhalt und ihres Magdeburger Stadtvorstandes. Des Weiteren saß Kulenkampff im Präsidium des Zentralvorstandes des Deutschen Großhandels und im Präsidium des Hansabundes und war Mitglied der Großhandelskommission der Handelskammer zu Magdeburg und des Aufsichtsrats der Rentenbank.

## Schriften
- Zur Kenntnis Aromatischer Schwefelverbindungen. 1906.